# Onthophagus depressicollis
Onthophagus depressicollis är en skalbaggsart som beskrevs av Antoine Boucomont 1914. Onthophagus depressicollis ingår i släktet Onthophagus och familjen bladhorningar. Inga underarter finns listade i Catalogue of Life.